# Паливний баланс
Ба́ланс па́ливний (рос. баланс топливный, англ. fuel balance, нім. Bilanz f der Feuerzung f, Brennstoffbilanz f) — система показників, що кількісно і якісно характеризують наявність ресурсів різних видів палива та потребу в них.